# 치비텔라메세르라이몬도
치비텔라메세르라이몬도(이탈리아어: Civitella Messer Raimondo)는 이탈리아 아브루초주 키에티도에 있는 코무네이다. 키에티로부터 48 km 거리에 있다. 1863년까지는 치비텔라(Civitella)라는 이름으로 알려졌다.